# Nicolaas Henneman

Nicolaas Henneman

Nicolaas Henneman (* 8. November 1813 in Heemskerk; † 18. Januar 1898 in London) war ein niederländischer Fotograf.

## Leben
Nicolaas Henneman wurde als fünftes von dreizehn Kindern der Eltern Arie Engelsz Henneman (* 1778; † 1840) und Petronella Waagmeester (* um 1783; † 1855) in Heemskerk geboren.
Um das Jahr 1827 wohnte er bereits nicht mehr bei seinen Eltern, sondern arbeitete als Hausknecht in Den Haag.
Im Februar 1838 erscheint Henneman plötzlich als Bediensteter bei William Henry Fox Talbot auf seinem Landsitz in Lacock und wird bald in dessen fotografische Experimente eingebunden. Im Jahr 1844 ließ er sich in Reading nieder, um dort die kommerzielle Verwertbarkeit voranzutreiben. Sein erster großer Auftrag bestand noch im selben Jahr im Druck des ersten mit Fotografien illustrierten Buches der Welt, Talbots "The Pencil of Nature". Dennoch war das Studio in Reading auf Dauer kein kommerzieller Erfolg und wurde daher drei Jahre später nach London verlegt. Kurz darauf wurde Henneman, inzwischen mit Sarah Price verheiratet (28. Juli 1846), zum Hoffotografen der britischen Königin Victoria ernannt. Es ist jedoch keine seiner Fotografien der königlichen Familie erhalten geblieben.
Die Londoner Weltausstellung von 1851 begleitete er als einer der offiziellen Fotografen.
Sein Geschäft musste Henneman im Jahr 1858 aus wirtschaftlichen Gründen aufgeben und arbeitete in der Folgezeit bis 1868 als Assistent eines anderen Fotografen in Birmingham. Von seiner Rückkehr bis zu seinem Tode wohnte er dann in ein und derselben Wohnung in London.